# Jüdischer Friedhof Bitburg

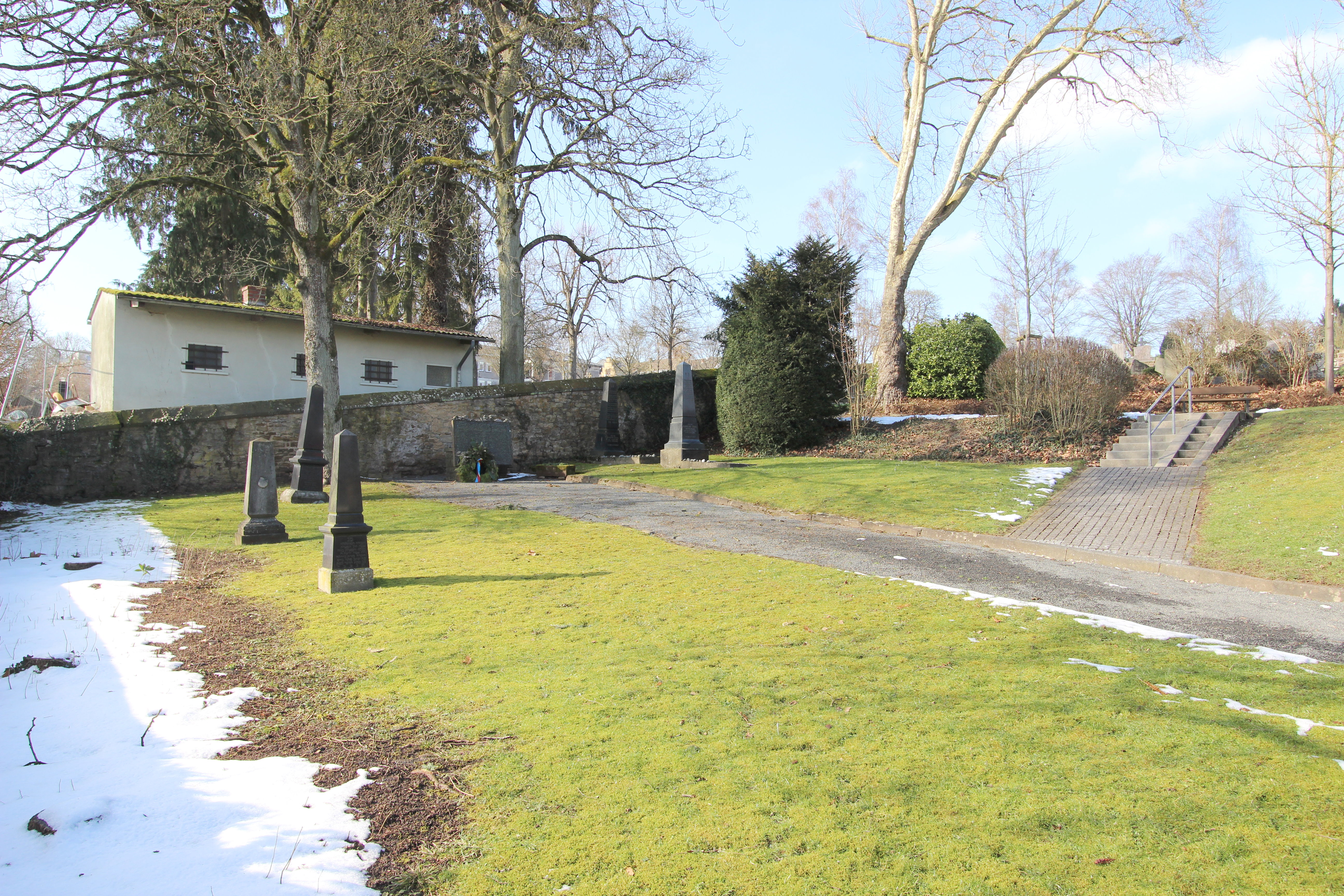
Blick auf den jüdischen Friedhof

Der Jüdische Friedhof Bitburg ist ein Friedhof in der Stadt Bitburg im Eifelkreis Bitburg-Prüm in Rheinland-Pfalz. Er steht als Kulturdenkmal unter Denkmalschutz.

## Geographische Lage
Der jüdische Friedhof liegt an der Erdorfer Straße im kommunalen Friedhof am südlichen Ausgang zum Talweg, unmittelbar neben dem Ehrenfriedhof für Gefallene des Ersten Weltkriegs. Das Gelände befindet sich in Hanglage in direkter Nähe zur Bundesstraße 257.

## Geschichte
Die Toten der jüdischen Gemeinde Bitburg wurden vor dem Jahr 1890 in Aach oder in Trier (Weidegasse) beigesetzt. Der 1890 angelegte Friedhof in Bitburg wurde bis Anfang des 20. Jahrhunderts belegt. Bei diesem Friedhof handelt es sich um das letzte Zeugnis der jüdischen Gemeinde Bitburgs.
Es sind insgesamt fünf Grabsteine erhalten, alle in Form von Obelisken. Drei davon enthalten eine deutsche Inschrift (datiert 1900, 1904 und 1906), einer eine hebräische Inschrift und einer trägt keine Inschrift. Ferner befindet sich auf dem Friedhof eine Gedenktafel mit 30 Namen.
Siehe auch: Liste der Kulturdenkmäler in Bitburg – Einzeldenkmäler, Friedhof